# Санкт-Блазен
Санкт-Блазен (нем. Sankt Blasen) — коммуна (нем. Gemeinde) в Австрии, в федеральной земле Штирия. 
Входит в состав округа Мурау.  Население составляет 652 человека (на 31 декабря 2005 года). Занимает площадь 26,66 км². Официальный код  —  6 14 20.

## Политическая ситуация
Бургомистр коммуны — Эрих Майерхофер (АНП) по результатам выборов 2005 года.
Совет представителей коммуны (нем. Gemeinderat) состоит из 9 мест.
- АНП занимает 5 мест.
- СДПА занимает 4 места.